# Josef František Pálffy z Erdődu
Josef František, 2. kníže Pálffy z Erdődu (německy Joseph Franz Fürst Pálffy, maďarsky Erdődi Pálffy Joszef Ferenc, 2. září 1764, Vídeň – 13. dubna 1827, Prešpurk) byl uherský šlechtic z mladší větve hlavní Mikulášovské linie významného uherského rodu Pálffyů z Erdődu.

## Život
Narodil se jako syn knížete Karla Josefa Jeronýma Pálffyho a jeho manželky Marie Terezie kněžny z Lichtenštejna (1741–1766), dcery knížete Emanuela z Lichtenštejna.
Kníže Josef František vykonával úřad skutečného dvorského rady při uherské dvorské kanceláři a dědičného župana Prešpurské župy. Tento úřad vykonával v letech 1808–1809 a 1825–1827.
Josef František nechal v těžkých časech, v letech bídy 1816–1818, na svých panstvích Krumbach se Saubersdorfem a Kirchschlag, postavit silnici za půl milionu forintů, aby dal práci svých poddaným.

### Manželství a potomstvo
Dne 16. dubna 1772 se v Eisenstadtu oženil s Marií Karolínou hraběnkou z Hohenfeldu, dcerou hraběte Otty Františka z Hohenfeldu a jeho manželky Marie Anny, rozené baronky ze Stein-Jettingenu. Z jejich manželství se narodila jedna dcera a dva syny - Mikuláše a Antonína Karla, který se stal pokračovatelem knížecí linie rodu.